# Мориц IV фон Шпигелберг
Мориц IV фон Шпигелберг 'Млади' (на немски: Moritz IV von Spiegelberg; * пр. 1398; † 26 ноември 1434 при Ринтелн) е граф на Шпигелберг в територията на река Везер.
Той е най-големият син на граф Мориц III фон Шпигелберг († сл. 1421) и втората му съпруга графиня Валбург фон Вунсторф († 1403), дъщеря на граф Лудолф III фон Вунсторф († 1391) и първата му съпруга Агнес дон Олденбург († сл. 1342).
През 1409 – 1435 г. Шпигелбергите водят битки с херцозите от фамилията Велфи за нови територии на Везер и в долината на Хамел, които завършват с пълна загуба за Шпигелбергите. Мориц IV фон Шпигелберг е убит на 26 ноември 1434 г. в битката при Ринтелн в Долна Саксония. През 1494 г. графството Пирмонт отива чрез наследство на Шпигелбергите.

## Фамилия
Мориц IV фон Шпигелберг се жени между 6 юни и 31 август 1403 г. за Ирмгард фон Липе († 6 февруари 1410), дъщеря на Симон III фон Липе († 1410) и Ирмгард (Ерменгард) фон Хоя († 1422). Те имат три деца:
- Мориц фон Шпигелберг († 3 юни 1483 в Кьолн, погребан в катедралата на Кьолн), абат на Корвей (1418 – 1435), каноник и домхер на Св. Гереон в Кьолн (1434 – 1483), провост в Емерих (1444 – 1483), домхер в Трир (1455 – 1461), катедрален „кеплер“ в Кьолн (1464 – 1483), домхер в Утрехт (1468 – 1474)
- Лудолф фон Шпигелберг († 4 октомври 1486), шериф на Бланкенау, провост в Хамелн (1445 – 1478), домхер в Кьолн (1456 – 1471)
- Ермгард фон Шпигелберг († сл. 1 октомври 1457), абатиса на Нойенхеерзе (1443 – 1450), приорес на Гандерсхайм (1452 – 1457)

Мориц IV фон Шпигелбер се жени втори път пр. 24 март 1415 г. за Аделхайд фон Анхалт-Бернбург († сл. 1434), вдовица на херцог Фридрих фон Брауншвайг-Остероде († 1421), единствената дъщеря на княз Бернхард V фон Анхалт-Бернбург († 1410/1420) и съпругата му Елизабет фон Хонщайн-Келбра († сл. 1426). Те имат децата:
- Йохан II († 20 март 1480), граф на Шпигелберг, женен I. за Урсула фон Пирмонт († пр. 1459), II. на 21 август 1467 г. за Елизабет фон Дипхолц († 1475), III. пр. 22 май 1475 г. за Елизабет фон Липе († сл. 1527)
- Герт († 1477)
- Валбург († 21 март 1509), канонеса в Есен (ок. 1430), абатиса на Вунсторф (1468 – 1507)
- Мориц († сл. 1439)
- дъщеря († 1458), канонеса в Гересхайм
- Бернд († сл. 1472)
- Имберх († 1458), каноник в Есен (1445)
- син († 1439)